# Jean-Hubert Rève
Jean-Hubert Rève (né en Bourgogne le 22 juin 1805 et mort à Reims le 22 septembre 1871) est un artiste peintre.

## Biographie
Jean-Hubert Rève est le fils de Jean-Baptiste Rève (? – 1812) et de Jeanne Nicolle Hardy (1766-1842), ouvrière en laine. Il a comme maître Nicolas Perseval qui deviendra son beau-père. Il se marie, à Reims, le 13 avril 1836 avec Marie Marguerite Perseval (1795-1847), elle-même artiste peintre, fille de Nicolas Perseval également artiste peintre.
Il a été membre de l’académie de Reims, professeur de dessin au lycée et à la Société Industrielle de Reims. Il a présenté ses peintures aux salons organisés par la Société des Amis des Arts de Reims en 1838, 1842, 1869) et ainsi qu'au salon de Paris en 1844, 1845 et 1849. 
Il décède à Reims le 22 septembre 1871 et est inhumé au Cimetière du Sud de Reims.
La Grande Sainte Famille par Rêve Perseval en 1843 en l'église de Chamery, copie de Raphael de 1518.

## Œuvres
Le musée des beaux-arts de Reims conserve dix de ses tableaux (Jeune Fille tenant un oiseau, Portraits de quatre peintres rémois, etc.).
L'église Saint-Pierre et Saint-Paul de Chamery, présente un tableau de Jean-Hubert Rève réalisé en 1843 reprenant une copie du tableau de  Raphaë représentant la "Grande Sainte Famille".

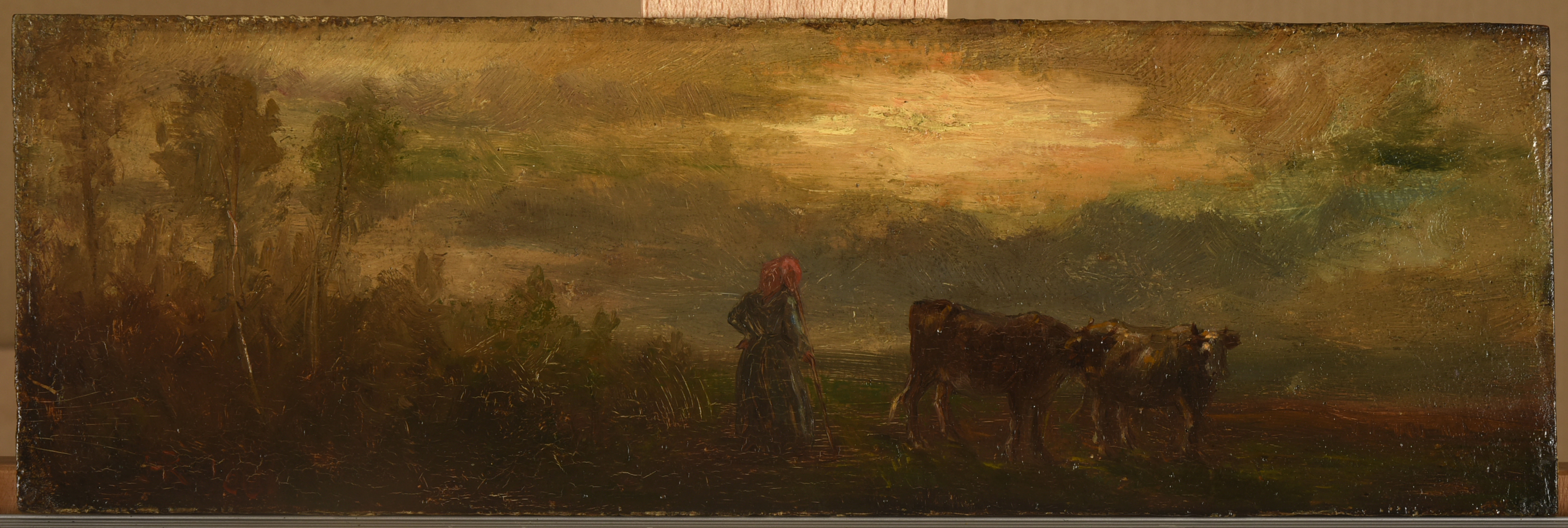
Paysanne gardant deux bœufs dans un pâturage.
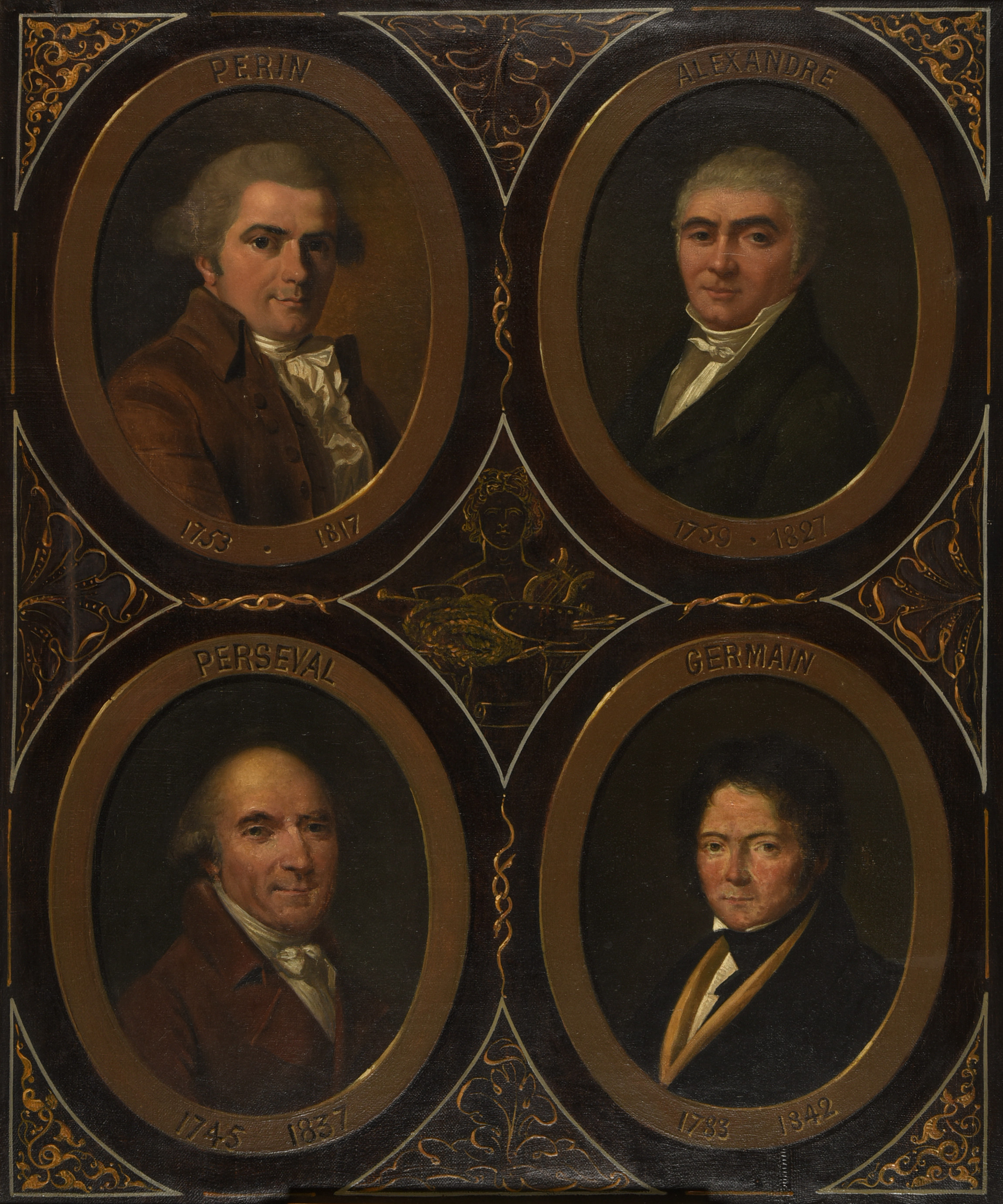
Quatre médaillons représentant quatre peintres rémois.